# Alphonse-Léon Noël
Alphonse-Léon Noël, född den 7 februari 1807, död den 6 januari 1879, var en fransk litograf. 
Noël, som var lärjunge av Gros och Hersent, ägnade sig först åt måleriet, men vände sig sedan till litografin, där han åstadkom arbeten, som allmänt anses höra till de bästa inom denna framställningsart (Äktenskapsbryterskan, efter Signol, Josef och Potifars hustru, efter Cignani, Ganymedes bortförs av örnen, efter Rembrandt, med flera).